# Hadeland Glassverk

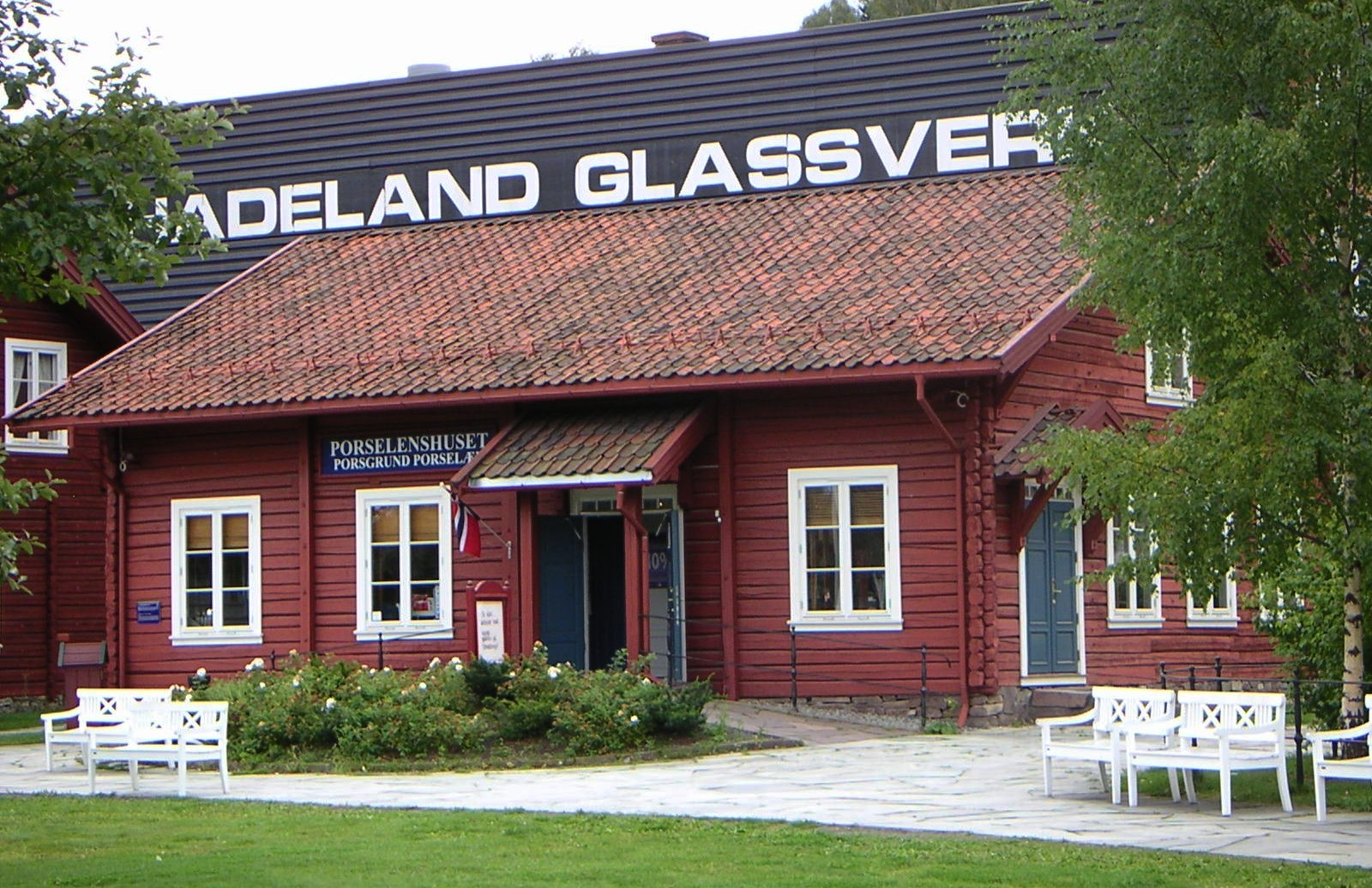
Die Glashütte Hadeland Glassverk wurde 1762 gegründet.

Hadeland Glassverk, deutsch „Hadeland-Glashütte“, ist eine 1762 in Hadeland, einer der traditionellen Landschaften (Distrikter) Norwegens, gegründete Glashütte. Sie steht in Jevnaker, einer Kommune mit etwa 7000 Einwohnern in der heutigen norwegischen Provinz (Fylke) Akershus.
Das Glassverk ist Norwegens älteste durchgängig betriebene Fabrikationsstätte und heute eine ganzjährig geöffnete Touristenattraktion. Im angeschlossenen Glasmuseum wird die Geschichte, Kunst und Kultur der alten Handwerkstradition des Glasblasens illustriert.
In unmittelbarer Nachbarschaft gibt es hier noch die Hadeland Lys & Tinnstøperi, eine Zinngießerei und Kerzenzieherei.

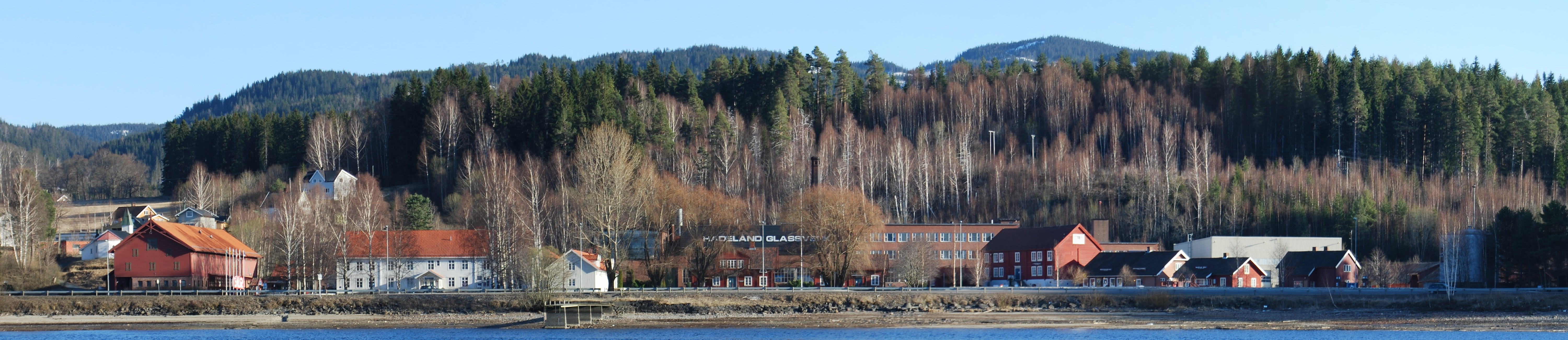
Panoramaaufnahme der Glashütte am Südufer des Randsfjordsees